# Bogd (distrikt i Mongoliet, Övörchangaj)
Bogd är ett distrikt i Mongoliet.   Det ligger i provinsen Övörchangaj, i den centrala delen av landet, 500 km sydväst om huvudstaden Ulaanbaatar.